# Alfred Miersch
Alfred Miersch (* 15. Dezember 1951 in Nippes) ist ein deutscher Autor, hauptsächlich von Lyrik, und Verleger.

## Leben
Er absolvierte eine Lehre als Verlagskaufmann und übte danach verschiedene Tätigkeiten aus. Zurzeit lebt er in Wuppertal-Barmen. Von 1975 bis 1979 war er Herausgeber des Literaturmagazins Tja; dort veröffentlichten z. B. Uli Becker sowie Günter Ohnemus. 1980 gab er die Anthologie Omnibus heraus mit den Autoren: Uli Becker, Friedrich Christian Delius, Joe Brainard, Anne Waldman, Jürgen Theobaldy und andere.
Seit September 2000 leitet er als Gründer den Nordpark-Verlag.

## Werke
- Lauter Helden. Gedichte. Maro Verlag, Augsburg 1981, ISBN 978-3-87512-049-3.
- Afrika liegt weiter südlich Geschichten. Verlag Affholderbach & Strohmann, Siegen 1985, ISBN 978-3-922524-34-2.
- Falscher hase. Geschichten. Deimling Verlag, Wuppertal 1991, ISBN 978-3-928258-01-2.
- Städte, Büros Zimmer. Gedichte. Palmenpresse, Köln 1992.
- Kölscher Kaviar. Geschichte. Romanfürsorge, Wuppertal/Luzern 1999.

Tonkassetten:
- Grüße bis der Tod Eintritt. Lesungen. S-Press, München/Düsseldorf 1981.
- Die Gruppe und Alfred Miersch. Live aus dem Schauspielhaus Wuppertal. Verlag „gruppe und musik“, Schwelm 1986.

## Preise und Auszeichnungen
- Kulturpreis Wuppertaler Bürger (Eduard von der Heydt-Kulturpreis der Stadt Wuppertal) 1981
- Hungertuchpreis der Stadt Frankfurt 1982
- Lyrikpreis beim 4. Nordrhein-Westfälischen Autorentreffen, Düsseldorf 1984
- Förderpreis des Landes Nordrhein-Westfalen 1984
- Krimipreis beim 10. Nordrhein-Westfälischen Autorentreffen, Köln-Bonn 1997